# Kerstin Krieg
Kerstin Krieg (* 1979 in Würselen) ist eine deutsche Filmwissenschaftlerin und Filmemacherin.

## Biographie
Kerstin Krieg studierte Filmwissenschaft in Deutschland und den USA. Seit 2001 drehte sie zahlreiche Kurzfilme. Für Sushi Dinner (D 2002, miniDV) gewann sie gemeinsam mit Arne Ahrens den Kurzfilmpreis des Landes Rheinland-Pfalz. In den USA folgten A Downtown Fairytale (USA 2003, HD), der für einen Emmy nominiert wurde. Außerdem realisierte sie zusammen mit Arne Ahrens u. a. die Fernsehreportagen  The Wig Shop Project (USA 2003, miniDV) und Wonderland (USA 2003, miniDV), für den sie ebenfalls eine Emmy-Nominierung erhielten. Nach zahlreichen Arbeiten als Editorin von Kurzfilmen und Dokumentarfilmen und im Bereich der DVD-Produktion war sie 2005 an der Realisation des Kurzfilms Großstadträuber (D 2005, 16 mm) als Regie-Assistentin und DVD-Produzentin beteiligt. Großstadträuber gewann erneut den Kurzfilmpreis des Landes Rheinland-Pfalz, sowie den Hessischen Filmpreis für den besten Kurzfilm.
Abseits ihres praktischen Filmschaffens gründete sie 2001 in Teamarbeit FILMZ – das Festival des deutschen Kinos in Mainz. Von 2004 bis 2008 war sie erste Vorsitzende und konzeptionelle Leiterin des Festivals. Nach ihrem Studienabschluss zum Thema Das aktuelle deutsche Kino. Tendenzen und Trends einer neuen Generation 2005 wurde sie Geschäftsführerin des Elektronischen Medienzentrums der Johannes Gutenberg-Universität Mainz. Zusätzlich arbeitete sie freiberuflich als Lektorin für das ZDF sowie als Autorin für verschiedene Verlage. Ihr Spezialgebiet ist das aktuelle deutsche Kino.
Im März 2008 wechselte sie von Mainz nach Köln, um für die Produktionsfirma TAG/TRAUM als Dramaturgin, Produzentin und ab 2019 als Geschäftsführerin tätig zu sein. 2020 verließ sie die Firma, ist seitdem freiberuflich als Filmdramaturgin tätig und bereitet sich auf die Arbeit als Psychotherapeutin vor. Ihre größten Erfolge sind: Sundance Film Festival Preis der Grand Jury, IDFA Publikumspreis, Berlinale Preis der Ökumenischen Jury; Vorauswahl Deutscher Filmpreis Dokumentarfilm; Nominierung deutscher Naturfilmpreis.

## Filmografie (Auswahl)
- 2001: Mausetot (Regie, Drehbuch, Produktion) 14 Min., DV
- 2002: Sushi Dinner (Co-Regie, Drehbuch, Produktion) 7:40 Min., DV
- 2002: Wig Shop Project (TV-Feature, Co-Redakation) 5 Min., DV
- 2002: Wonderland (TV-Feature, Co-Redakation) 4 Min., DV
- 2003: A Downtown Fairytale (Co-Regie, Drehbuch, Produktion) 22 Min., HD
- 2004: Ride the Toilet (Regie, Drehbuch, Schnitt einer Episode), 15 Min., DV und HD
- 2005: Großstadträuber (Regieassistenz, Making-of, DVD-Produktion), 16 Min., Super 16
- 2006: The Chicken (Regie, Drehbuch, Schnitt einer Episode), Omnibus-Projekt, 1:30 Min., DV
- 2006/07: Kleine Brötchen – Die WM-Doku ohne Fußball (Schnitt), 71 Min., DV
- 2007: Dahinter liegt New York (Schnitt), 10 Min., DV
- 2008: The Magical Cowboyhat (Regie, Drehbuch, Schnitt einer Episode), Omnibus-Projekt, 6:30 Min.
- 2010: Auf der sicheren Seite Kino-Spielfilm von Corinna Wichmann und Lukas Schmid für ZDF/arte, Produktion: TAG/TRAUM, Verleih: realfiction (Producerin, Dramaturgin), 82 Min.
- 2010: Lo Roim Alaich Kino-Dokumentarfilm, deutsch-israelische Co-Produktion, Buch und Regie: Michal Aviad, ZDF/arte, Produktion: TAG/TRAUM, (Producerin, Dramaturgin), 74 Min.
- 2011: Die Pfandleiher Dokumentarfilm, Regie: Stanislaw Mucha; hr/arte, (Producerin, Dramaturgin), 70 Min.
- 2011: Wilder Iran 2-teilige Reihe für ZDF/arte, BR, WDR, ARD und ORF, Weltvertrieb: ZDF-Enterprises, Produktion: TAG/TRAUM, (Producerin, Dramaturgin), 2x 43 Min., 52 Min.
- 2012: Meine Freiheit, Deine Freiheit Kino-Dokumentarfilm, Regie: Diana Näcke für ZDF/Das kleine Fernsehspiel, Verleih: salzgeber, Produktion: TAG/TRAUM, (Producerin, Dramaturgin), 84 Min.
- 2012: Nanook geht Baden Langzeitdokumentation für ZDF/arte, Regie: Tink Diaz, Produktion: TAG/TRAUM, (Producerin, Dramaturgin), 62 Min.
- 2012: Pixelschatten TV-Spielfilm in Blog-Form für ZDF/Das kleine Fernsehspiel, Buch und Regie: Anil Kunnel, Produktion: TAG/TRAUM, (Producerin, Dramaturgin), 85 Min.
- 2013: Die Sinti und Roma Philharmoniker. Ein Dirigent und sein Traum Musikdokumentation für RBB/arte, Musica, Regie: Margarethe Kreuzer, Produktion: TAG/TRAUM, (Producerin, Dramaturgin), 52 Min.
- 2013: Erwin Wurm Kulturdokumentation für ZDF/arte, Regie: Laurin Merz; Co-Produktion mit PiXiU-Film Schweiz, Navigator Film Produktion Österreich, Produktion: TAG/TRAUM, (deutsche Producerin, Dramaturgin), 90 Min. / 52 Min.
- 2014: Aufstand der Kinder Kinderdokumentarfilm für ZDF/Kika und WDR/Planet Schule, Regie: Elisabeth Weydt, Produktion: TAG/TRAUM, (Producerin, Dramaturgin) 15 Min. / 30 Min
- 2014: Himmelverbot Kino-Dokumentarfilm, Co-Produktion mit LIBRA Film, Rumänien; Filmförderung Hamburg-Schleßwig-Holstein; Film- und Medienstiftung NRW; MEDIA, BKM, Regie: Andrei Schwartz, Verleih: W-Film, Produktion: TAG/TRAUM, (Producerin, Dramaturgin), 90 Min.
- 2014: FEMMEfille Kino-Dokumentarfilm, ZDF/arte, SVT Schweden, YLE Finnland; Film- und Medienstiftung NRW, BKM, Filmförderung Hessen, Regie: Kiki Allgeier, Verleih: Farbfilm Filmverleih, Produktion: TAG/TRAUM, (Producerin, Dramaturgin), 90 Min.
- 2015: Tristia. Eine Schwarzmeer-Odyssee Kino-Dokumentarfilm, HR/arte, Film- und Medienstiftung NRW, BKM, DFFF, Filmförderung Hessen, FFA Drehbuchförderung, Robert-Bosch-Stiftung; Regie: Stanislaw Mucha, Verleih: MFA+ FilmDistiribution, Produktion: TAG/TRAUM, (Producerin, Dramaturgin), 98 Min.
- 2015: Sonita Kino-Dokumentarfilm, NDR/arte, IDFA Bertha Fund, Chicken and Eggs Scholarship, Film- und Medienstiftung NRW, BKM; In Co-Produktion mit Intermezzo Film, Schweiz und Iran; Weltvertrieb: Cats & Docs und WMM North America; Regie: Rokhsareh Ghaemmaghami, Produktion: TAG/TRAUM, (Producerin, Dramaturgie), 92 Min.; Auszeichnungen: Sundance Preis der Grand Jury World Cinema Competition 2016, Sundance Publikumspreis World Cinema Competition 2016; IDFA Preis der Jugendjury 2015; IDFA Publikumspreis 2015

## Publikationen
- KinderUni-DVD – Den Wissenschaften auf der Spur. Gardez! Verlag 2005, ISBN 3-89796-135-0 (Auflage: 10.000; Konzeption, Gestaltung und Authoring)
- Calista Flockhart (* 1964) – Ein Bündel aus Widersprüchen verzaubert eine Generation. In: Thomas Koebner; Fabienne Liptay [Red.]: Film-Konzepte 01. Komödiantinnen; Edition Text & Kritik 2006, ISBN 3-88377-821-4
- Mutige Frauen drängen auf die freigewordenen Plätze… Einer Annäherung an fünf ausgewählte Vertreterinnen der neuen Schauspielgarde im aktuellen deutschen Film. In: Susanne Marschall; Fabienne Liptay [Hrsg.]: Mit allen Sinnen: Gefühl und Empfindung im Kino; Schüren Verlag 2006, ISBN 3-89472-440-4
- KinderUni-DVD – Die Welt ist bunt. Gardez! Verlag 2006, ISBN 3-89796-137-7 (Auflage: 10.000; Konzeption, Gestaltung und Authoring)
- Reportage In: Thomas Koebner [Hrsg.]: Reclams Sachlexikon des Films; Reclam-Verlag 2007, ISBN 978-3-15-010625-9
- Zaudern und Verführen. Die Dramaturgie der Liebe In: Roman Mauer, Thomas Koebner, Fabienne Liptay [Hrsg.]: Film-Konzepte 08. Clint Eastwood; Edition Text & Kritik 2007, ISBN 978-3-88377-892-1
- Abschied von gestern; Berlin: Die Sinfonie der Großstadt; Der Blaue Engel; Bonnie und Clyde; Die Brücke; Die Büchse der Pandora; Dekalog; Im Lauf der Zeit; Jeder für sich und Gott gegen alle; Lola Montez; Die Mörder sind unter uns; Paris, Texas; Rom, offene Stadt; Sein oder Nichtsein; Serenade zu dritt; La Strada; Unter den Brücken; Vom Winde verweht In: Brockhaus – Onlineausgabe 2007
- Was ist los mit dem deutschen Film? In: FILMZ – Festival des deutschen Kinos [Hrsg.]: Die Nullerjahre: Zwischen Stagnation und Innovation. Der deutschen Film im neuen Jahrtausend; Schüren Verlag 2011, ISBN 978-3894727475